# 中国轻工业联合会

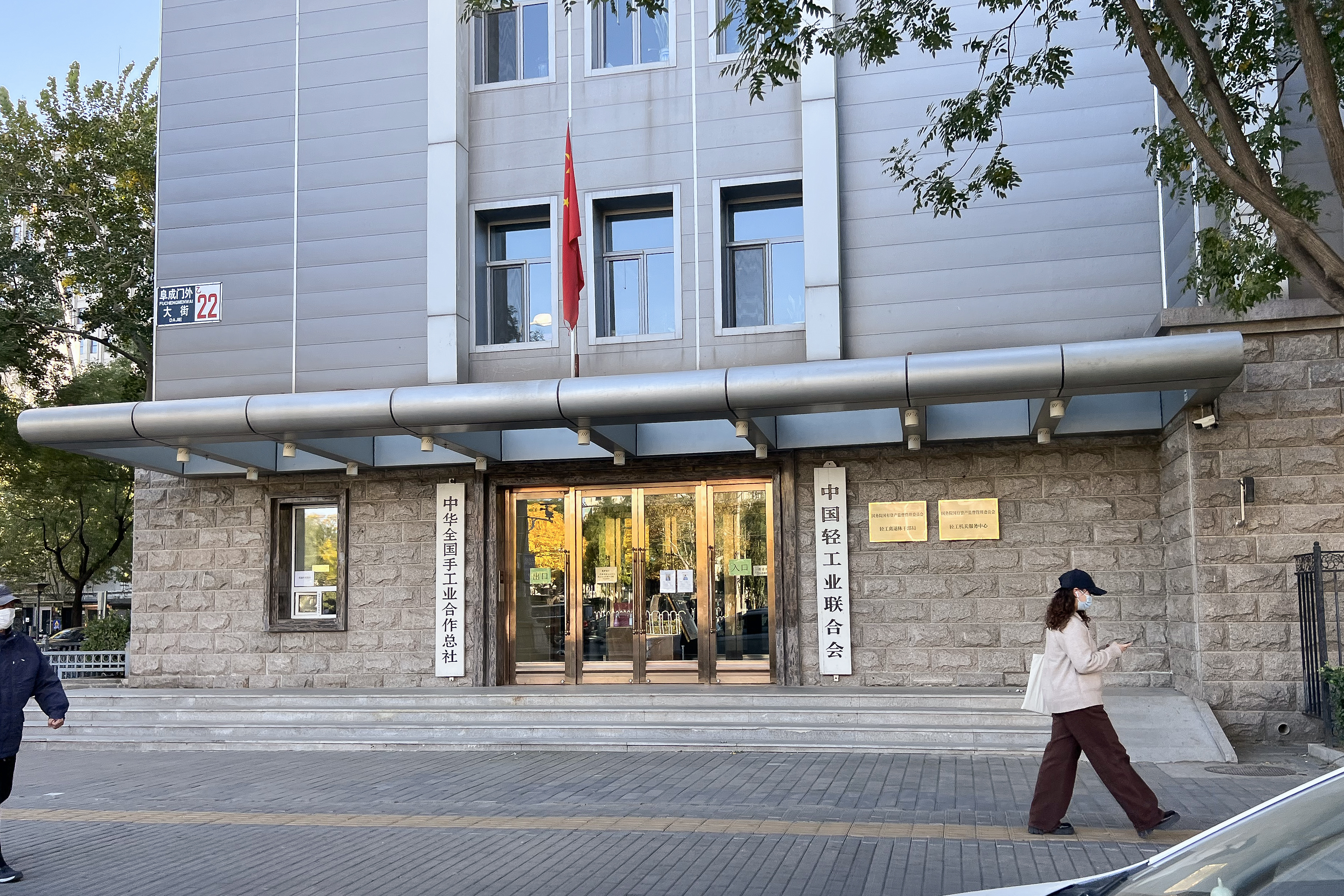
阜成门外大街乙22号的挂牌处

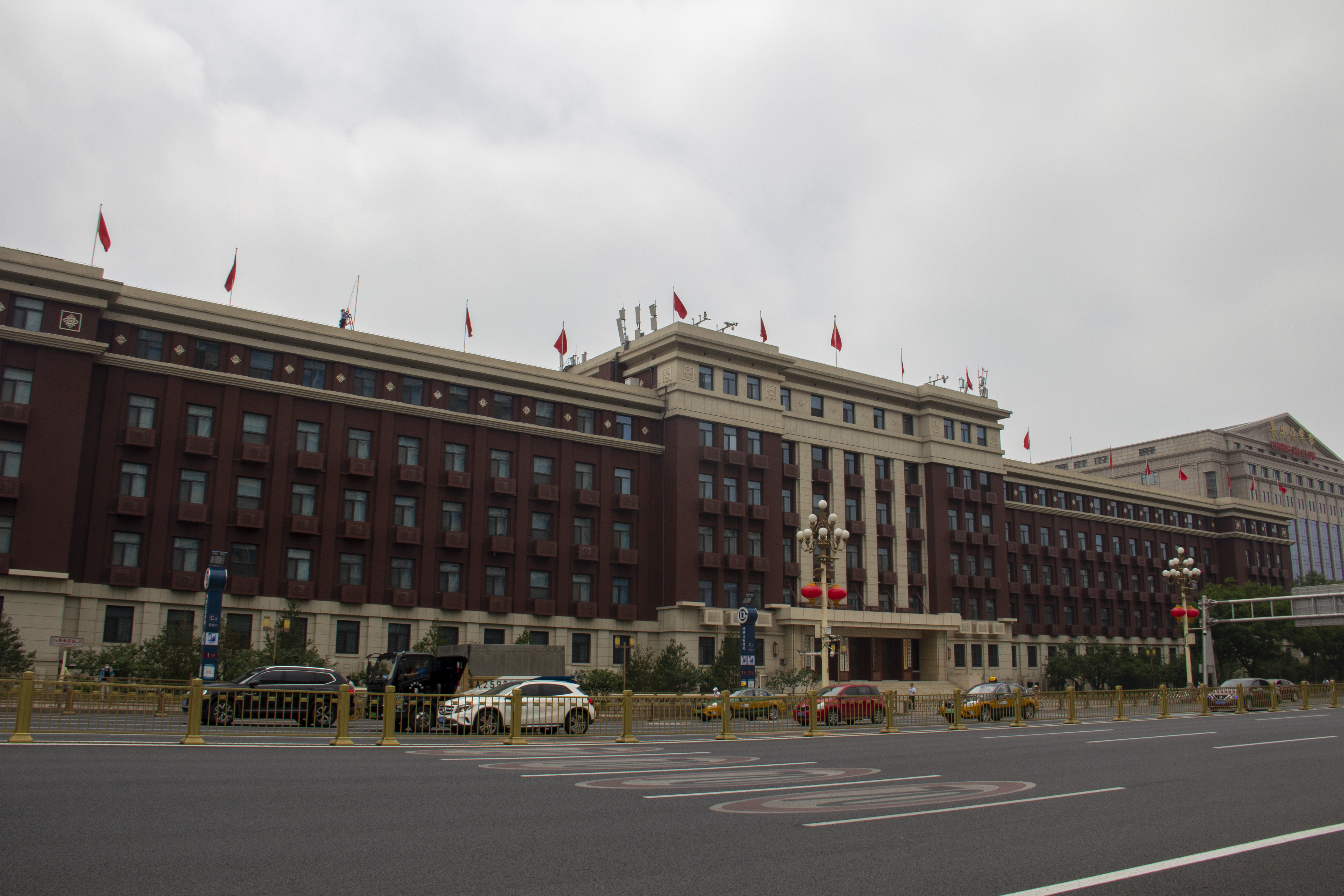
中国轻工业联合会

中国轻工业联合会是中华人民共和国轻工业协会、学会、企事业单位、科研院所等组成的全国性、综合性社会团体，成立于2001年2月。